# マイケル・ベリー
マイケル・ヴィクター・ベリー卿（Sir Michael Victor Berry、1941年3月14日 - ）は、イギリス、ブリストル大学の数理物理学者。

## 経歴
1962年エクセター大学卒業、1965年にセント・アンドリューズ大学からPh.D.を取得。ブリストル大学で博士研究員となり、1988年から現職。
1982年王立協会フェローに選ばれ、1996年にはナイト爵を授けられている。2006年からは Proceedings of the Royal Society の編集者を務めている。
量子力学において観察される現象であるベリー位相で有名。専門は、半古典論(asymptotic physics, 量子カオス、量子光学)など。
カリフォルニア州チャップマン大学でInstitute for Quantum Studiesにも属している。

## 出版物
- Diffraction of Light by Ultrasound, 1966
- Principles of Cosmology and Gravitation, 1976
- About 395 research papers, book reviews, etc., on physics [2]

## 受賞歴
- 1987年 ベーカリアン・メダル
- 1990年 ポール・ディラック賞
- 1990年 ロイヤル・メダル
- 1990年 リリエンフェルト賞
- 1995年 ICTPのディラック・メダル、EPS欧州物理学賞
- 1998年 ウルフ賞物理学部門
- 2000年 イグノーベル賞物理学賞
- 2005年 ポリヤ賞
- 2009年 トムソン・ロイター引用栄誉賞
- 2014年 ローレンツメダル
- 2014年 リヒトマイヤー記念賞

## 関連書籍
- デイヴィッド・ヴァンダービルド「ベリー位相とトポロジー 現代の固体電子論（原題:Berry phases in electronic structure theory）」倉本義夫 訳、朝倉書店 2022年、ISBN 978-4-254-13141-3